# Campeonato Amapaense de Futebol - Série B de 2005
O Campeonato Amapaense de Futebol - Série B de 2005 foi a 23ª edição da Segundona Amapaense, sendo um Torneio Seletivo para o Campeonato Amapaense de 2005, terminando com o Cristal sendo o campeão,sendo o 3° título da equipe.

## Regulamento
As equipes se enfrentavam em turno único,com a equipe com melhor pontuação sendo o campeão. Os 2 primeiros colocados subiam para a 1ª Divisão do mesmo ano.

## Equipes Participantes
Nota: O campeonato ainda poderia contar com as equipes do Independente e São Paulo, porém as equipes não se regurlarizaram a tempo para a disputa do campeonato.
| Equipe  | Cidade  | Títulos       |
| ------- | ------- | ------------- |
| Cristal | Macapá  | 2 (1988,1991) |
| Macapá  | Macapá  | 2 (1989,1990) |
| Mazagão | Mazagão | —             |
| Santos  | Macapá  | 1 (1988)      |

## Classificação
| Equipe  | Pts. | J | V | E | D | GM | GS | SG |
| ------- | ---- | - | - | - | - | -- | -- | -- |
| Cristal | 7    | 3 | 2 | 1 | 0 | 6  | 1  | +5 |
| Macapá  | 6    | 3 | 2 | 0 | 1 | 3  | 3  | 0  |
| Mazagão | 4    | 3 | 1 | 1 | 1 | 2  | 2  | 0  |
| Santos  | 0    | 3 | 0 | 0 | 3 | 1  | 6  | -5 |

| 16 de abril | Macapá      | 1 - 0 | Santos | Glicério Marques |
| 16:00       | Gol marcado |       |        |                  |

| 16 de abril | Cristal | 0 - 0 | Mazagão | Glicério Marques |
| 18:00       |         |       |         |                  |

| 21 de abril | Mazagão | 0 - 1 | Macapá      | Glicério Marques |
| 18:00       |         |       | Gol marcado |                  |

| 21 de abril | Santos | 0 - 3 | Cristal                                 | Glicério Marques |
| 20:00       |        |       | Gol marcado · Gol marcado · Gol marcado |                  |

| 25 de abril | Cristal                                 | 3 - 1 | Macapá      | Glicério Marques |
| 18:00       | Gol marcado · Gol marcado · Gol marcado |       | Gol marcado |                  |

| 25 de abril | Mazagão                   | 2 - 1 | Santos      | Glicério Marques |
| 20:00       | Gol marcado · Gol marcado |       | Gol marcado |                  |

Fontes: 

## Premiação
| Campeonato Amapaense de Futebol de 2005 Segunda Divisão Profissional |
| -------------------------------------------------------------------- |
| Cristal Campeão (3.º título)                                         |